# Aspiromitus formosae
Aspiromitus formosae là một loài rêu trong họ Anthocerotaceae. Loài này được Stephani R.M. Schust. mô tả khoa học đầu tiên năm 1992.